# ウジルカンダ
ウジルカンダ（学名: Mucuna macrocarpa）はマメ科トビカズラ属の蔓植物で、大型の蔓になり、大きな紫の花を房状につける。イルカンダ、クズモダマ、タイワンワニグチ、カマエカズラなどの別名もある。中国名は、大果油麻藤（別名：血藤）。

## 特徴
大きくなる常緑性で木本になる蔓植物。若い枝には逆向きに生える褐色の毛がある。茎は他のものに巻き付いて5-10mほども伸びる。葉は3つの小葉からなる。托葉は狭卵形で長さ3-5mm、小托葉はない。葉身の質は洋紙質。若い間は両面に黄褐色の毛が密生するが、後にほぼ無毛となる。頂小葉は長楕円形から狭卵形で先端は尖るか、突き出して尖る。基部は緩やかに狭まるか丸みを持つ。長さは8-18cm、幅は4-10cmで4-5対の側脈がある。側小葉は基部が左右不対称になった卵状披針形。
花期は3-5月。花序は偽総状花序で、長さ15-30cmになる。花序は葉脇から出て垂れ下がる。時に直径10cmを超える太い蔓から直接に垂れ下がって咲き、匂いが強い。各節にそれぞれ普通は3個の花をつける。小花柄は長さ1-2cm。花は長さ5.5-7cmもある。萼は内側にも外側にも褐色の毛が密生し、更に外側には刺毛がまばらにある。一番下の萼裂片はほぼ三角形で長さ7-0mmあり、これは萼筒の長さにほぼ等しい。旗弁(背面側に立っている花弁)は灰緑色でほぼ円形または広卵形で、長さ3.5-4.5cm、先端は鈍く尖るか、あるいは僅かにくぼむ。先端部近くの縁には短い毛があり、舷部には1対の耳状突起がある。また基部には長さ5mmほどの爪がある。翼弁(側面にある花弁)は暗紫色で先端は丸く、長さは5-6cmで竜骨弁(下側にあって内に雄蘂や雌蘂を収める花弁)よりは短い。その舷部の上側や耳状突起に短い毛が密生している。竜骨弁は暗紫色で長さ5.5-7cm、内側に向かって湾曲しており、先端は突き出してややくちばし状になっている。
子房は褐色の毛が多く、花柱は糸状、長くて先端の柱頭は小さく、頭状で毛がない。果実はいわゆる豆果で広線形、長さは20-50cm、幅3-5cmにもなる。木質で表面は黄褐色の毛で一面に覆われ、内部は隔室に分かれ、4-12個の種子を含む。途中の種子(豆)の発達しなかった部分があるとそこでくびれる。種子は広楕円形で長さ2.2-2.5cm、幅2cmで、扁平で暗褐色をしている。臍は外周沿いに伸び、全周囲の4/5に達する。
標準和名のウジルカンダ、および別名のイルカンダはいずれも沖縄における本種の方言名である。カンダは葛の意で、ウジルは三線の最も太い絃を意味する「雄絃」(ウージル)に由来するが、『壮大なかずら』の意味とされることもある。イルカンダは『色のあるかずら』の意（色、は葉が赤みを帯びるため）とのことである。

## 分布
日本では琉球列島の奄美大島、徳之島、沖永良部島、伊平屋島、沖縄島に産し、飛び離れて九州の大分県蒲江町、鹿児島県馬毛島に分布する。国外では台湾、中国大陸、東南アジア、インドのアッサム、東ヒマラヤに分布する。
なお、本種の種子は海流に乗って長距離漂流することが知られており、日本本土でも海岸に種子が漂着した記録が報告されている。

## 受粉に関して
この属の花は花粉媒介を植食性のコウモリに大きく依存することが知られており、沖縄においてもオオコウモリ(クビワオオコウモリ)がこれを行っていることが知られている。この花では雄蘂と雌蘂を抱えている竜骨弁はその上が左右から閉じており、雄蘂や雌蘂を完全に閉じ込めている。そのためにこれを開かなければ花粉媒介ができない。この花では旗弁の付け根にあるホック状の構造がその奥にたまっている蜜を閉じ込め、同時に竜骨弁が開かなくする機能も持っている。オオコウモリが蜜を求める時、このフックを外すために竜骨弁が裂開し、花粉はオオコウモリの体について運ばれる。オオコウモリ以外の動物、たとえばノグチゲラがこの蜜を取ることが観察されているが、その場合には竜骨弁は裂開せず、花粉媒介ができない。
なお、分布北限である大分県の蒲江ではオオコウモリがいないので、それに代わってニホンテンとニホンザルがこれを行っている。ただしニホンザルでは花をちぎった後にこれを行う場合や花の基部を咬みちぎって蜜を奪う盗蜜を行うなど、花粉媒介に結びつかない行動も多く見られたという。

### 蒲江について
本種の分布北限は上記のように大分県佐伯市の蒲江であるが、九州本土での分布はここだけであり、これに一番近い分布地は鹿児島県の馬毛島と、かなり隔離された位置にある。
この地にはオオコウモリ類が分布せず、ニホンザルとテンが花粉媒介に預かるのが確認されたのは2014年であるが、不思議なことに、1970年代後半まで、この地域のこの植物は開花するにもかかわらず、結実が確認されなかった。つまりそれまでは花粉媒介動物がいなかった可能性がある。現時点での花粉媒介においては、ニホンザルの力が大きく、テンの影響は大きくない。とすれば、この時期まではニホンザルは花粉媒介に関わっていなかったと思われる。この点について、この種の分布域としてこの地が特異であることも含めて考える必要がある。たとえば本種のこの地の分布がごく最近になって成立した、つまり最近の移入種であれば、在来の花粉媒介者がいないのもうなずける。
しかしながら本種の生育地域の地名は葛原浦と言い、この地名の由来が本種であるとされており、このことは本種の分布が少なくとも江戸時代まで遡れることを示す。つまり本種が侵入して間もないために結実できなかった可能性はまずない。小林らはこの変化が拡大造林の結果、ニホンザルの行動域が変化し、本種の生育地域にニホンザルが来る、それも開花時期に来るようになったのがこの年代なのではないかと論じている。

## 分類
トビカズラ属は世界の熱帯、亜熱帯域に約100種があるが、日本には4種のみが分布する。このうちで小笠原と八重山に分布するワニグチモダマ M. gigantea は黄緑色の花をつける。やはり八重山にあるカショウクズマメ M. membranacea は豆果の長さが7cmほどにしかならず、また縫合線沿いに翼が発達する。本種によく似たトビカズラ M. sempervurens は九州にあるが中国由来と考えられる。この種は本種より更に花が大きく(長さ7-8.5cm）、旗弁が無毛などの違いがある。
本種は1889年に松村任三が琉球よりこの属を採集し、その一つにウジルカンダの和名と、その学名を M. gigantea? として報告したことに始まる。大井次三郎はこれを検討してウジルカンダは M. gigantea でないことを指摘し、M. irukanda Ohwi の学名を与え、同時に和名をイルカンダとした。彼は鹿児島県馬毛島や大分県蒲江町からも本種を発見し、蒲江町のものを本種の変種カマエカズラ var. bungoensis として記載した。しかし1976年に大橋広好・立石庸一がブータンで採集した標本などと検討した結果、これら全てが M. macrocarpa であり、東南アジア一帯に分布するものと同一であることを示した。
なお、和名に関しては最初にウジルカンダで記録され、現在の標準と見られる佐竹他編(1989)やYListもこれを採用している。しかし初島(1975)などを含む沖縄の書籍は終始一貫してイルカンダを採用し、現在もこちらの名を取る書籍や報文が存在している。

## 利害
特にない。沖縄では縄代わりに使われた程度。
沖縄で本種を魚毒として使用したとの聞き取り例もあるが、使用植物種として取り上げられない例が多く、普通ではないようである。
沖縄県国頭村奥間区で2年に一度行われる大綱曳では、綱の強度を高めるためにウジルカンダの蔓を編み込む。

## 保護
鹿児島県では絶滅危惧種に絶滅危惧II類として取り上げられている。
また、大分県蒲江の生育地の一部が天然記念物に指定されている。

## ギャラリー
ウジルカンダ（沖縄本島産）
- 葉
- 花
- 落ちた花
- 豆果